# C4-plante
C4-planter er planter, hvor det første produkt af fotosyntesen er en organisk syre, oxaleddikesyre, der indeholder 4 kulstofatomer. Det står i modsætning til de almindelige planter (C3-planter), der danner et stof med 3 kulstofatomer. CO2 bliver brugt til at skabe syren, som derpå bliver oplagret i bladets celler. Senere bliver den atter nedbrudt, sådan at der findes en CO2-kilde inden i bladet.
C4-metoden er en tilpasning til et miljø med høj lysintensitet og perioder med vandmangel. Den findes især hos planter fra ørkener og subtropiske egne. Oxaleddikesyren dannes, når lysintensiteten og temperaturen er høj, og når spalteåbningerne er åbne, sådan at der er fri adgang til CO2. Når der opstår vandmangel og spalteåbningerne lukkes, sætter omdannelsen af oxaleddikkesyren til CO2 planten i stand til at fortsætte en normal C3-fotosyntese. Da hvert eneste CO2molekyle skal gennemgå to kemiske processer, kræver C4-metoden mere energi end den gængse C3-metode. C3-planterne bruger 18 enheder ATP, når der skal skabes et molekyle glukose, mens C4-planter bruger 30 enheder ATP. Men da de tropiske og subtropiske planter mister mere end halvdelen af deres udbytte fra fotosyntesen på grund af fotorespiration, må C4-metoden ses som en tilpasning, der gør det muligt at nedsætte dette tab.
C4-planter findes i mange grupper af tropiske græsser (f.eks. i Sukkerrør og Majs) og halvgræsser, men også i nogle tokimbladede arter. Flere af de kendte præriegræsser er C4-planter, som trives bedst i højsommeren med vandunderskud. Flere familier (f.eks. Amaranth-familien, Vortemælk-familien og Elme-familien) rummer både C3- og C4-arter, og det betyder sandsynligvis, at C4-fotosyntese er opstået forholdsvis sent og uafhængigt indenfor forskellige plantegrupper.

## Udviklingen og fordelene ved C4-metoden
C4-planter har en konkurrencemæssig fordel i forhold til planter, som anvender den mere almindelige C3-metode under en eller flere af disse betingelser; tørke, høje temperaturer og begrænset nitrogen eller carbondioxid. C4-metoden har været under udvikling ved mindst 18 uafhængige tilfælde i forskellige plantegrupper, så C4-metoden er med den viden vi har i dag udtryk for konvergent udvikling. Planter som anvender C4-stofskiftet omfatter bl.a. sukkerrør, majs. C4-planter opstod under æraen Kænozoikum og blev først almindelig under den Miocæne tidsperiode. I dag udgør C4-planter omkring 5% af jordens planters biomasse og 1% af jordens kendte plantearter. C4-plantearterne er koncentreret i troperne.